# Achilleus Ralli
Achilleus Ralli (* 31. října 1984) je bývalý britský, řecký a thajský zápasník–judista a grappler. Narodil se v Řecku do řecko-thajské rodiny. S judem začínal v Londýně, kde žil od svých 2 let. V období 2001 až 2004 reprezentoval Řecko s vidinou startu na domácích olympijských hrách v Athénách. V řecké reprezentaci se neprosadil a od roku 2005 se starším bratrem Alexandrem reprezentoval Thajsko. Pro Thajsko vybojoval tři zlaté medaile na Jihovýchodoasijských hrách v letech 2007, 2009 a 2011 v lehké váze do 73 kg. Na olympijských hrách hrách však nestartoval. Sportovní kariéru ukončil v roce 2012. Žije v Bangkoku, kde dává hodiny jiu-jitsu v místním bojovém klubu Arete.